# Петар Прља
Петар Прља (Цетиње, 28. јануар 1911 – Брадина, код Коњица, фебруар 1943) био је учесник Народноослободилачке борбе и народни херој Југославије.

## Биографија
Рођен је 28. јануара 1911. године на Цетињу. Његов отац Ђуро је био службеник Пореске управе, а мајка домаћица. Пошто је породица била многочлана са 10 чланова, доста се тешко живело. Основну школу и три разреда гимназије учио је у родном граду, а потом је завршио електричарски занат и запослио се као електричар у Цетињској електрани.
Као млади радник, дружио се са револуционарном омладином и радницима и тако се прикључио револуционарном радничком покрету. Због учествовања у радничким акцијама, често је био прогањан од полиције и отпуштан с посла. У периоду колонизације, током 1928. и 1929. године прешао је Метохију, где се такође укључио у раднички покрет. Као веома активан, 1936. године је био примљен у чланство тада илегалне Комунистичке партије Југославије (КПЈ).
Био је учесник и један од организатора, низа радничких демонстрација у Пећи, Ђаковици и Скопљу. Био је један од добровољаца који су пошли у Шпанију, да се боре против фашизма, али је са групом другова био откривен у Петровцу на Мору и ухапшен. Године 1937. је био постављен за секретара Среског комитета КПЈ у Ђаковици, али је 1938. поново био ухапшен, када је са групом другова био откривен на илегалном збору на планини Сухи, код манастира Високих Дечана. Током 1939. и 1940. године је учествовао у демонстрацијама, током којих је било сукоба са полицијом, а маја 1940 је за време једних демонстрација био рањен. Пошто је полиција стално трагала за њим, од марта 1940. до априла 1941. године је живео у илегали.
Априла 1941. године се одазвао мобилизацији и учествовао је у краткотрајном Априлском рату. После капитулације Југословенске војске, избегао је заробљавање и отишао у Подгорицу. Ту се повезао са партијском организацијом и учествовао у организовању Тринаестојулског устанка. У току устанка, ступио је у Ловћенски партизански одреда, где је био командир чете, а са њим је учествовао и у борби за Пљевља, десецмбра 1941. године. Током ове борбе, нарочито се истакао – с мањом групом бораца, остао је у војним касарнама и официрским становима, и цео дан успешно одолевао италијанским јуришима и дејству артиљерије и бацача.
Са осталим борцима Ловћенског батаљона, у Рудом је ступио у тада формирану Прву пролетерску ударну бригаду. Већ у првим борбама ове бригаде, у источној Босни, поново се истакао. У борби с немачким скијашким одредом, који је, 21. јануара 1942. године, напао делове Романијског партизанског одреда и батаљон Прве пролетерске, на Пјеновцу, Петар је са деловима своје чете, својим митраљезом марке „бреда“ из непосредне близине нанео осетне губитке непријатељу. На овај начин спасао је Штаб и део бораца Петог шумадијског батаљона. У овој борби, погинуло је 59 партизана, а међу њима и народни хероји – Славиша Вајнер Чича, Милан Илић Чича и Драган Павловић.
Учествовао је и у легендарном маршу преко Игмана, у ноћу 27/28. јануара 1942. године, на температури од 40 степени испод нуле. Током овог напорног марша, угинуо је један коњ у Пратећем воду, па је Петар сам изнео тешки митраљез уз Изгман. Као политички делегат вода у Пратећем воду, у свим борбама је у стрељачком строју учествовао са тешким митраљезом, што је веома доприносило моралу бораца. Истицао се и у борбама на Улогу и Жупи, код Калиновика, на Вечериновцу, код Мојковца и у борбама за Коњиц и Ливно.
У току борби за Коњиц, за време Четврте непријатељске офанзиве фебруара 1943. године, његов Први црногорски батаљон Прве пролетерске бригаде је запосео Иван-седло, на Иван планини. Ту у близини села Брадина, код Коњица, су вођене жестоке борбе, током којих је Петар дејствовао са својим тешким митраљезом. Са својим саборцима, одбио је три непријатељска јуриша, али је погинуо од директног погодка авионске бомбе.
Указом председника Федеративне Народне Републике Југославије Јосипа Броза Тита, 27. новембра 1953.  проглашен је за народног хероја.
У току Народноослободилачког рата, као борци Прве пролетерске ударне бригаде погинула су и двојица његове браће — Милутин Мило (1922—1943), за време битке на Сутјесци и Божидар Божо (1919—1944), у борбама са балистима код Урошевца.